# Атака на Яворівську військову базу
Атака на Яворівський військовий полігон — військова операція ЗС РФ, яка була здійснена 13 березня 2022 року під час вторгнення Росії в Україну поблизу міста Яворів Львівської області.

## Атака
Під час російського вторгнення в Україну вранці 13 березня 2022 року Яворівський військовий полігон було накрито російським ракетним ударом. За даними українських офіційних осіб, по базі було випущено 30 ракет, 35 осіб загинули та 134 зазнали поранень. Сайт радіостанції «Дойче Велле» наводить іншу кількість жертв ракетної атаки — 61 загиблий та 160 поранених. Українські чиновники також повідомили, що близько 1000 іноземних бійців навчалися на базі у складі Українського іноземного легіону. Міністерство оборони Росії повідомило, що знищило «до 180 іноземних найманців і велику партію іноземної зброї» і заявило, що Росія продовжить напади на іноземних бойовиків в Україні. Міністерство оборони України повідомило, що не підтвердило наявність іноземців серед загиблих. 14 березня 2022 року британська газета «Daily Mirror» повідомила, що принаймні три колишніх британських спецпризначенці могли бути вбиті в результаті цієї атаки, а загальна кількість загиблих добровольців потенційно перевищує сотню.
Міністр оборони України Олексій Резніков назвав цей удар «терористичною атакою на мир і безпеку поблизу кордону ЄС-НАТО». Представник НАТО заявив, що на базі не було персоналу НАТО, оскільки весь персонал покинув Україну до початку вторгнення.
Станом на листопад 2023 відомо про 64 загиблих в атаці.

## Вручення підозри
26 січня 2024 року СБУ зібрала доказову базу на колишнього лідера забороненої партії «руський блок», який співпрацює з країною-агресором та корегував атаку на Яворівський полігон.
На підставі зібраних доказів слідчі Служби безпеки заочно повідомили фігуранту про підозру за двома статтями Кримінального кодексу України:
- ч.1 ст.111-2 (пособництво державі-агресору);

- ч.2 та ч.3 ст.436-2 (виправдовування, визнання правомірною, заперечення збройної агресії рф проти України, глорифікація її учасників).